# Brad Maule
George Bradley Maule (* 11. Oktober 1951 in Camp Springs, Fisher County, Texas) ist ein US-amerikanischer Schauspieler, Sänger und Komponist.

## Leben
Aufgewachsen in Texas, besuchte Maule eine der letzten verbliebenen Dorfschulen. Später ging er auf die Stephen F. Austin State University, machte dort seinen Abschluss in Theater und Englisch und entschied sich für eine Schauspielkarriere.
Sein Filmdebüt gab Maule 1980 mit einem Gastauftritt in dem Film The Last Married Couple in America. Von nun an war er in verschiedenen Fernsehserien und Filmen zu sehen. Wiederkehrende Rollen hatte er dabei in Schatten der Leidenschaft, General Hospital und Eine himmlische Familie. Neben seiner Arbeit für den Film spielte er auch Theater, unter anderem im Westhood Playhouse, wo er sieben Monate lang in dem Musical Movie Star mitspielte. Im Odyssey Theater Ensemble in Los Angeles stellte er in dem Stück Somethin’s Rockin’ in Denmark Hamlet dar.

## Gesangskarriere
Maule war Mitglied der Folkband The Serendipity Singers, mit denen er in ganz Amerika auftrat. Auf Hawaii war er ein Jahr lang Hintergrundsänger für Don Ho. Maules erstes Album mit Country-Musik trug den Namen Livin’ It Up und wurde schnell populär. Kürzlich brachte er ein neues Album mit dem Titel Chameleon auf den Markt.
Bei den American Music Awards sang Maule den Oscar-nominierten Song Arthur’s Theme. Er sang in der Mike Douglas Show, der Merv Griffin Show und der John Davidson Show.
Maule schrieb auch Musik für die Serie General Hospital.

## Privat
Maule ist seit dem 22. Dezember 1984 mit Laverne Nix verheiratet und hat mit ihr drei Kinder.

## Filmografie (Auswahl)
- 1980: Einmal Scheidung, bitte! (The Last Married Couple in America)
- 1980: The White Shadow (Fernsehserie, eine Folge)
- 1980–1981: Drei Engel für Charlie (Charlie’s Angels, Fernsehserie, 2 Folgen)
- 1981: Herzbube mit zwei Damen (Three’s Company, Fernsehserie, eine Folge)
- 1983: Malibu (Fernsehfilm)
- 1984: Buffalo Bill (Fernsehserie, eine Folge)
- 1984–2006: General Hospital (General Hospital, Fernsehserie, 49 Folgen)
- 1996: Junge Schicksale (ABC Afterschool Specials, Filmreihe, Folge Too Soon for Jeff)
- 1997–2000: Port Charles (Fernsehserie)
- 2002–2005: Eine himmlische Familie (7th Heaven, Fernsehserie, 14 Folgen)
- 2004: Schatten der Leidenschaft (The Young and the Restless, Fernsehserie, 3 Folgen)

## Auszeichnungen
1995 gewann Maule den „Soap Opera Digest Award Outstanding Supporting Actor“ für seine Rolle in General Hospital.